# Epicrates
Epicrates es un género de serpientes integrado por varias especies de boas propias de la región Neotropical.

## Especies
- Boa arcoíris argentina, Epicrates alvarezi
- Boa arcoíris de Caatinga, Epicrates assisi
- Boa arcoíris del Brasil, Epicrates cenchria
- Boa arcoíris del Paraguay, Epicrates crassus
- Boa arcoíris de Colombia, Epicrates maurus
- Boa de las Turcas y Caicos, Epicrates chrysogaster
  - Boa de las Turcas y Caicos, Epicrates chrysogaster chrysogaster
  - Boa de la isla Gran Iguana, Epicrates chrysogaster relicquus
  - Boa de isla Acklins, Epicrates chrysogaster schwartzi
- Boa terrestre de Haití, Epicrates fordii
  - Boa terrestre de St. Nicholas, Epicrates fordii agametus
  - Boa terrestre de Haití, Epicrates fordii fordii
  - Epicrates fordii manototus
- Boa arborícola de Haití, Epicrates gracilis
  - Boa arborícola de Haití, Epicrates gracilis gracilis
  - Boa arborícola de costa Epicrates gracilis hapalus
- Boa de la Española, Epicrates striatus
  - Boa de isla Cat, Epicrates striatus ailurus
  - Boa de la península Tiburón, Epicrates striatus exagistus
  - Boa de Bimini, Epicrates striatus fosteri
  - Boa de isla Andros, Epicrates striatus fowleri
  - Boa de isla Ragged, Epicrates striatus maccraniei
  - Boa de la Española, Epicrates striatus striatus
  - Boa de isla Nueva Providencia, Epicrates striatus strigulatus
  - Boa de la isla Tortuga, Epicrates striatus warreni